# Deer Park (Alabama)
Deer Park is een plaats (census-designated place) in gemeentevrij gebied in de Amerikaanse staat Alabama, en valt bestuurlijk gezien onder Washington County.

## Demografie
Bij de volkstelling in 2010 werd het aantal inwoners vastgesteld op 188.

## Geografie
Volgens het United States Census Bureau beslaat de plaats een oppervlakte van
8,25 km², waarvan 8,09 km² land en 0,16 km² water. Deer Park ligt op ongeveer 43 m boven zeeniveau. De plaats ligt aan de U.S. Route 45.

## Geboren in Deer Park
- Beverly Jo Scott (1959), Amerikaans-Belgische singer-songwriter